# Тахушев, Заур Хазраилович
Заур Хазраилович Тахушев (род. 9 ноября 1981, Нарткала, Кабардино-Балкарская АССР) — российский тяжелоатлет, выступавший в весовой категории до 85 кг. Чемпион России, призёр чемпионата Европы, участник Олимпийских игр.

## Биография
Заур Тахушев родился 9 ноября 1981 года в Нарткале (Кабардино-Балкария).
Был студентом Курского государственного технического университета.

## Карьера
В ранние годы состоял в СДЮШОР Урванского района. Тренировался под руководством Михаила Шикемова и Юрия Черкесова.
В 1997 году Тахушев стал вторым на юношеском первенстве Европы. Спустя 4 года, также среди юниоров, выиграл серебро на первенстве мира.
В 2001 году стал четвёртым на чемпионате мира среди юниоров с результатом 327,5 кг в сумме в категории до 77 кг.
В 2002 году Заур Тахушев стал победителем первенства России среди спортсменов до 22 лет.
С 2003 года выступает на взрослом уровне. Тахушев завоевал звание чемпиона России на соревнованиях в Невинномысске, подняв 167,5 кг в рывке и 190 кг в толчке. В том же году он стал обладателем кубка России и стал выступать за московский клуб ЦСКА.
Вошёл в состав сборной России на Олимпийские игры, которые прошли в Афинах, несмотря на то, что показал на отборочных соревнованиях не лучший результат 382,5 кг, тогда как были спортсмены, поднявшие в сумме 390 кг. Тахушев стал вторым на чемпионате Европы в Киеве. В Греции на Олимпиаде в весовой категории до 85 килограммов в рывке все три попытки на 175 кг оказались неудачными, и Тахушев досрочно завершил соревнования.
В 2005 году на чемпионате России в Курске стал пятым.
В 2006 году завоевал бронзу на чемпионате Европы во Владыславове, с результатом 370 кг уступив только белорусу Андрею Рыбакову и соотечественнику Юрию Мышковцу.

## Награды
Мастер спорта международного класса.